# Marc Duncan de Cérisantes
 (août 2012).
Marc Duncan, dit Cérisantes ou sieur de Cérisantes, né vers 1612 à Saumur, mort fin février 1648 à Naples, est un militaire et diplomate français.

## Biographie
Fils ainé du théologien et médecin écossais Marc Duncan, prénommé comme son père, il s’est rendu, par ses talents et sa vie aventureuse, célèbre sous le nom de « Cérisantes » ou « sieur de Cérisantes ».
Ayant reçu les dons les plus brillants de la nature, Duncan y joignait les avantages d’une excellente éducation. Tallemant des Réaux a dit que ses moyens de plaire étaient singulièrement affaiblis par une vanité enragée et par une ambition sans bornes.
Destiné, comme son père, à la carrière médicale, il fit ses études à Montpellier. À son retour à Saumur, il trouva à se placer comme précepteur et gouverneur du jeune marquis de Fors, dans la famille noble Du Vigean. Son élève ayant acheté, après sa conversion, le régiment de Navarre, Duncan accepta du nouveau colonel la lieutenance de mestre-de-camp.
La mort du marquis, tué devant Arras, le décida à donner sa démission, et il partit en 1641, pour Constantinople, chargé d’une mission par Richelieu. Trois ans plus tard, dans l’espoir sans doute d’avancer plus rapidement sa fortune, il se rendit en Suède, muni d’une lettre de recommandation de Grotius qui lui procura un facile accès auprès d’Oxenstiern. Le chancelier, à qui il présenta ses poésies latines, conçut de l’estime pour le poète et le renvoya en France avec un titre diplomatique.
Cérisantes sut gagner les bonnes grâces de Mazarin, mais il irrita la Cour entière par ses airs vains et ailiers, en sorte que les plus grands seigneurs mirent tout en œuvre, jusqu’à la calomnie, pour obtenir son rappel par le gouvernement suédois.
Instruit de ces intrigues, Cérisantes quitta brusquement son poste sans congé et, renonçant au service de la Suède, il partit pour Varsovie. Le roi de Pologne ne l’ayant pas, à son avis, accueilli selon son mérite, Cérisantes passa en Russie, d’où il retourna à Constantinople, se berçant, dit-on, de l’espérance de devenir un jour grand vizir.
N’ayant pas mieux réussi en Turquie qu’en Russie ou en Pologne, il se rendit à Rome et abjura la religion réformée pour se frayer des voies au cardinalat et au siège pontifical.
Peu de temps après, Naples s’étant révoltée, Cérisantes y suivit le duc de Guise, avec la mission secrète, à ce qu’il parait, de surveiller ses démarches. Innocent X l’ayant, sur ces entrefaites, nommé son camérier, il se disposait à partir, lorsque le duc de Guise, qui connaissait sa bravoure et ses talents militaires, le pria de commander une des attaques qu’il préparait contre le camp espagnol. Cérisantes ne voulut pas laisser échapper cette occasion d’acquérir de la gloire, mais il reçut, dans le combat, une blessure dont il mourut.
Tallemant des Réaux dit qu’« Il faisait les vers latins aussi bien que personne », appréciation qu’il a justifié par deux Odes latines, les seules qui nous soient parvenues, qu’on trouve dans les Lettres de Balzac et dans le t. II du Menagiana (édit. de Paris, 1715, in-12. Il avait aussi écrit une Relation en latin du combat de Thionville, en 1639, et du siège d’Arras, auxquels il s’était signalé.

## Sources
- E. Haag, La France protestante, t. v, Paris, Librairie Sandoz et Fischbacher, 1886, p. 836.